# Херсонская областная универсальная научная библиотека имени Олеся Гончара
Херсонская областная универсальная научная библиотека — одна из первых провинциальных библиотек на Украине.

## История

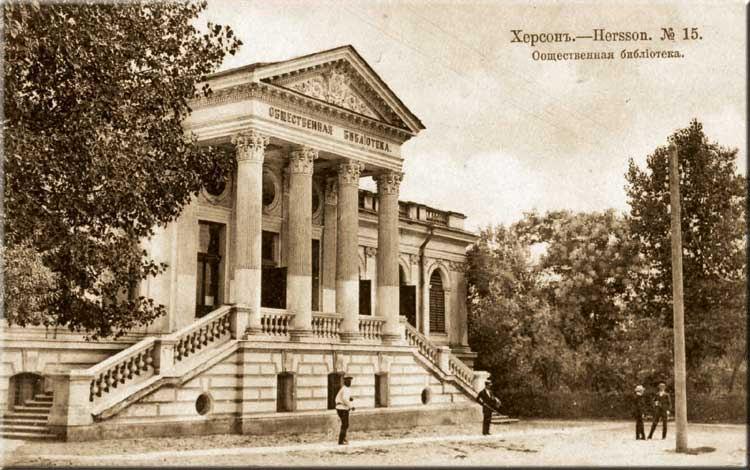
Здание Публичной городской библиотеки Херсона (сейчас здесь городской ЗАГС)

26 марта 1872 года на общих сборах основателей избрана первая дирекция библиотеки.
18 июня того же года открыта библиотека для читателей в помещении дома Дворянского собрания.
По проекту академика Новороссийского университета архитектора Н. К. Толвинского в 1897 году сооружено здание библиотеки, в котором она находилась 90 лет.
В 1902 году по количественному составу фонда библиотека занимала седьмое место в русской империи, а по количеству выданных читателям книг — второе (после Харьковской общественной библиотеки)
В январе 1923 года библиотека была реорганизована в центральную городскую. С 1924-го года широко стало разворачиваться нестационарное обслуживание населения — преимущественно на селе; в библиотеку начали поступать в одном экземпляре все издания, которые выходили на территории Украины.
С 1938 года библиотека стала базой для проведения трёхмесячных курсов по подготовке библиотечных кадров для Херсонщины, Николаевской и Запорожской областей.

## Современное состояние
После российских обстрелов
В 1987 году библиотека переехала в новое помещение, построенное по индивидуальному проекту. Это было началом нового этапа в истории библиотеки.
Книгохранилище рассчитано на 1 млн 200 тыс. томов. Одновременно в читальных залах могли обслуживаться более 600 читателей и принимать участие в массовых мероприятиях ещё около 300.
Ежегодно услугами библиотеки пользовались до 40 тыс. жителей города и области. К их услугам был более чем 900-тысячный фонд: книги, журналы, газеты, информационные издания, стандарты, ноты, художественные издания.
В 2022 году во время российской оккупации Херсона россияне вывезли часть коллекции библиотеки и оставили в ней много мин-ловушек. От боевых действий в здании были выбиты окна. Уже после освобождения Херсона от российских войск, 19 ноября 2022 года библиотека впервые пострадала от обстрелов. В декабре 2022 года здание библиотеки было законсервировано. В августе и октябре 2023 года библиотека вновь пострадала от российских обстрелов.
12 ноября 2023 года после очередной российской бомбардировки Херсона здание библиотеки получило значительные повреждения и было практически уничтожено.